# Fluwelen zwemkrab
De fluwelen zwemkrab (Necora puber) is een kreeftachtige uit de orde van tienpotigen. Het is een zwemmende krab met brede, vlakke achterpoten en hij kan tot 10,2 centimeter groot worden (rugschild ♂) en de vrouwtjes 9 cm. De fluwelen zwemkrab is sterk behaard. De kleuren zijn bruin met zwart, geel en blauw.
In België en Nederland is de fluwelen zwemkrab zeldzaam aan de kust maar vrij algemeen in open zee.